# NGC 4722
NGC 4722 este o galaxie lenticulară situată în constelația Corbul. A fost descoperită în 1882 de către Ernst Wilhelm Tempel. Se află la o distanță de 42,27 de megaparseci de Pământ.